# توحيد إيطاليا
توحيد إيطاليا (بالإيطالية: il Risorgimento)‏ هي حركة اجتماعية سياسية ثورية، انتشرت في إيطاليا خلال القرن التاسع عشر منادية بتوحيد الممالك والكونتات الإيطالية وإنهاء الحكم النمساوي والنابليوني في إيطاليا، ويعدُّ المؤرخون فترة توحيد إيطاليا من مؤتمر فيينا 1815 إلى الحرب الفرنسية البروسية 1871. تكونت لجنة جمهورية في المملكة الإيطالية التابعة للحكم النابليوني، وبدأت الجماعات المطالبة بالوحدة بتأجيج المشاعر القومية في مناطق إيطاليا ضد الهاسبرغيين في النمسا والفرنسيين، خاصة بعد مؤتمر فيينا عام 1815. استطاع الإيطاليون التخلص من الحكم الفرنسي، لتصبح الإمبراطورية النمساوية عدوهم الوحيد. دعم العديد من العلماء والمفكرين الإيطاليين في كافة أنحاء أوروبا الوحدة الإيطالية، ولكن النمسا استعملت كافة أنواع القمع لمنع تلك الوحدة. اتضح ذلك في كلمة المستشار النمساوي في مؤتمر فيينا الذي أنكر وجود إيطاليا بقوله «إن كلمة إيطاليا ما هي إلا مصطلح يعبر عن مكان جغرافي فقط»، ولكن أخيرًا وفي عام 1871، توحّدت إيطاليا وأعلنت روما عاصمةً لها.

## الخلفية

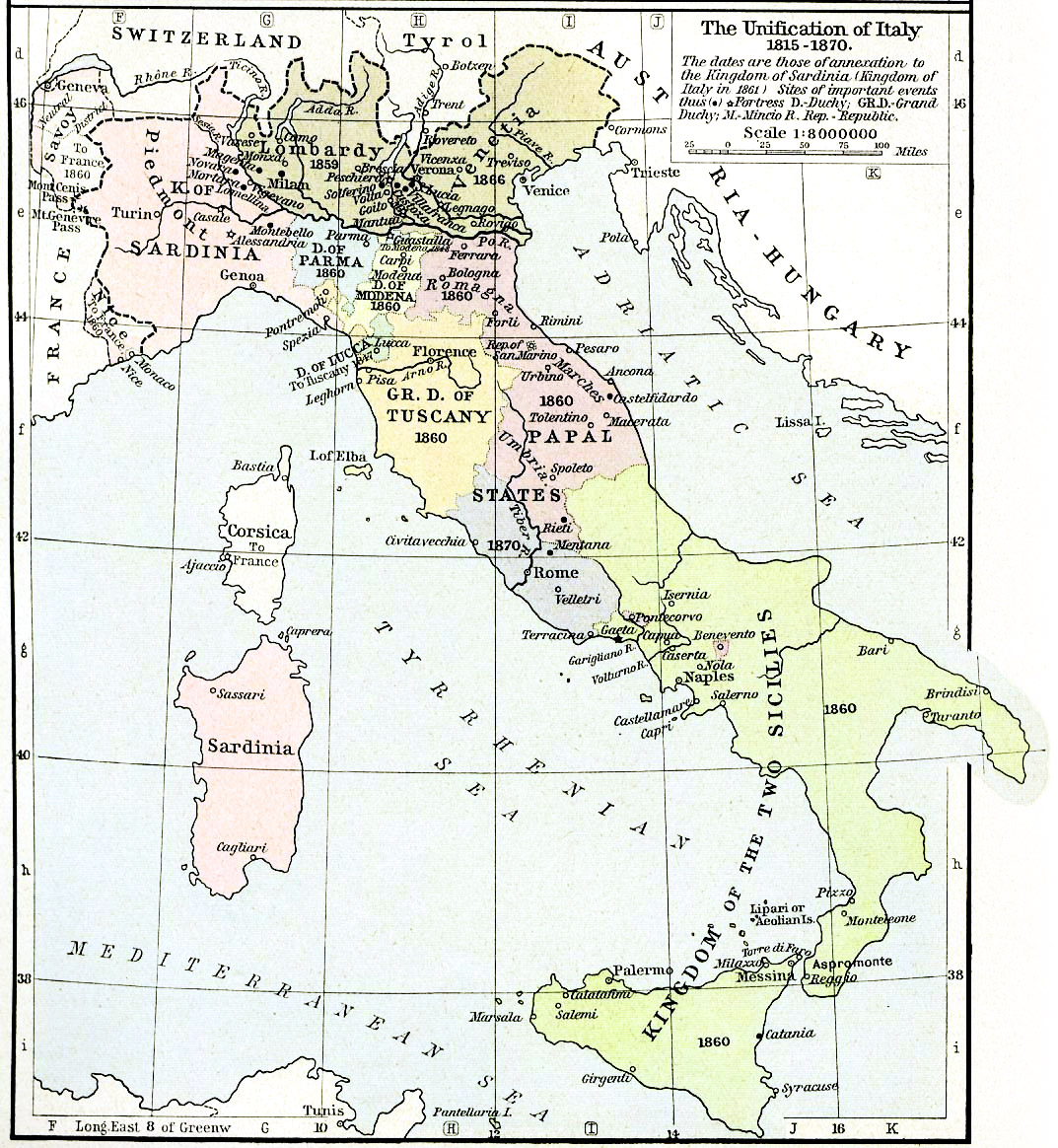
عملية توحيد إيطاليا.

مع بداية سقوط نابليون، حاول الملوك الذين نصبهم نابليون الحفاظ على عروشهم عن طريق تغذية المشاعر القومية، الأمر الذي مهد الطريق للثورات القادمة. كان من بين هؤلاء حاكم إيطاليا يوجين دو بوارنيه، الذي حاول الحصول على موافقة الإمبراطورية النمساوية على توليه عرش مملكة إيطاليا، ويواكيم مورات الذي دعا الوطنيين الإيطاليين لتوحيد إيطاليا تحت حكمه. بعد هزيمة فرنسا النابليونية، عقد مؤتمر فيينا (1815) لإعادة رسم خريطة القارة الأوروبية. في إيطاليا، عاد الوضع لما كان عليه قبل الحقبة النابليونية، وكانت الدويلات إما محكومة مباشرة أو متأثرة بشدة بالقوى الأوروبية السائدة، وخاصةً النمسا.
في ذلك الوقت، كان ينظر إلى النضال من أجل الوحدة الإيطالية على أنه تمرد على الإمبراطورية النمساوية وعائلة هابسبورغ، نظراً لأنها سيطرت بشكل مباشر على أغلب المناطق الناطقة بالإيطالية في شمال شرق إيطاليا الحالية، كما كانت أهم قوة تقف ضد توحيد إيطاليا. قمعت الإمبراطورية النمساوية بقسوة الشعور الوطني المتنامي في شبه الجزيرة الإيطالية، وكذلك في الأجزاء الأخرى الخاضعة لسيطرة هابسبورغ. صرح الدبلوماسي النمساوي كليمنس فون مترنيش في مؤتمر فيينا، أن كلمة إيطاليا لا تعدو كونها «تعبيراً جغرافياً».
حفزت الأعمال الأدبية والفنية المشاعر القومية، وربما من أكثر الأعمال الأدبية القومية شهرة رواية "I Promessi Sposi" (المخطوبة) لكاتبها ألساندرو مانزوني، تعد هذه الرواية نقداً رمزياً مستتراً للحكم النمساوي. نشرت الرواية عام 1827، ونقحت على نطاق واسع في السنوات التالية. استخدم إصدار 1840، من هذه الرواية كمصدر قياسي للهجة التوسكانية، حيث بذل الكاتب جهدًا لوضع أسس لتلك اللغة وإجبار الناس على تعلمها.
واجه المنادون بتوحيد إيطاليا معارضة أيضًا من الكرسي الرسولي، خاصةً بعد فشل محاولات التوسط للإتحاد مع الولايات البابوية، والذي من شأنه أن يمنح الولايات البابوية قدرًا من الحكم الذاتي في المنطقة. خشي البابا بيوس التاسع (البابا في ذلك الوقت) من أن تخليه عن السلطة في هذه المنطقة، قد يؤدي لاضطهاد الكاثوليك الطليان.
حتى بين المؤيدين للوحدة، وجدت خلافات حول شكل الدولة الموحدة. اقترح القس فينتشنزو جيوبيرتي وهو قس من بييدمونت، اتحادًا كونفدراليًا بين الدول الإيطالية تحت حكم البابا. نشر كتابه «التفوق المعنوي والمدني للإيطاليين» في عام 1843، حيث شكل رابطًا بين البابوية وتوحيد إيطاليا. أراد الكثير من زعماء الثوار تأسيس جمهورية، ولكن في نهاية المطاف استطاع فيكتور عمانويل الثاني ورئيس وزرائه كافور توحيد الدول الإيطالية تحت حكم نظام ملكي.
كانت جماعة كاربوناري (موقدوا الفحم) من بين أكثر الفئات الثورية تأثيرًا، وهي تشكيل سري في جنوب إيطاليا في أوائل القرن التاسع عشر. اتخذت من مبادئ الثورة الفرنسية نهجًا لها، واستهدفت بشكل رئيس الطبقة الوسطى والمثقفين. بعد أن قسّم مؤتمر فيينا شبه الجزيرة الإيطالية بين الدول الأوروبية، انتشرت حركة كاربوناري في الولايات البابوية ومملكة سردينيا ودوقية توسكانا الكبرى ودوقية مودينا وريدجو ومملكة لومبارديا فينيشيا. خاف الثوار من أن تصدر السلطات المحلية حينها مرسومًا يقضي بإعدام كل من يحضر اجتماعًا للكاربوناري. حافظت هذه المنظمة مع ذلك على وجودها، وكانت مسببة للعديد من الاضطرابات السياسية في إيطاليا في الفترة من عام 1820 حتى بعد الوحدة. قرر الكاربوناري اغتيال نابليون الثالث لفشله في توحيد البلاد، وكادوا أن ينجحوا في اغتياله عام 1858. كان العديد من قادة حركة التوحيد في وقت ما من أعضاء هذه المنظمة. حتى أن نابليون الثالث عندما كان شابًا، حارب في صفوف الكاربوناري.

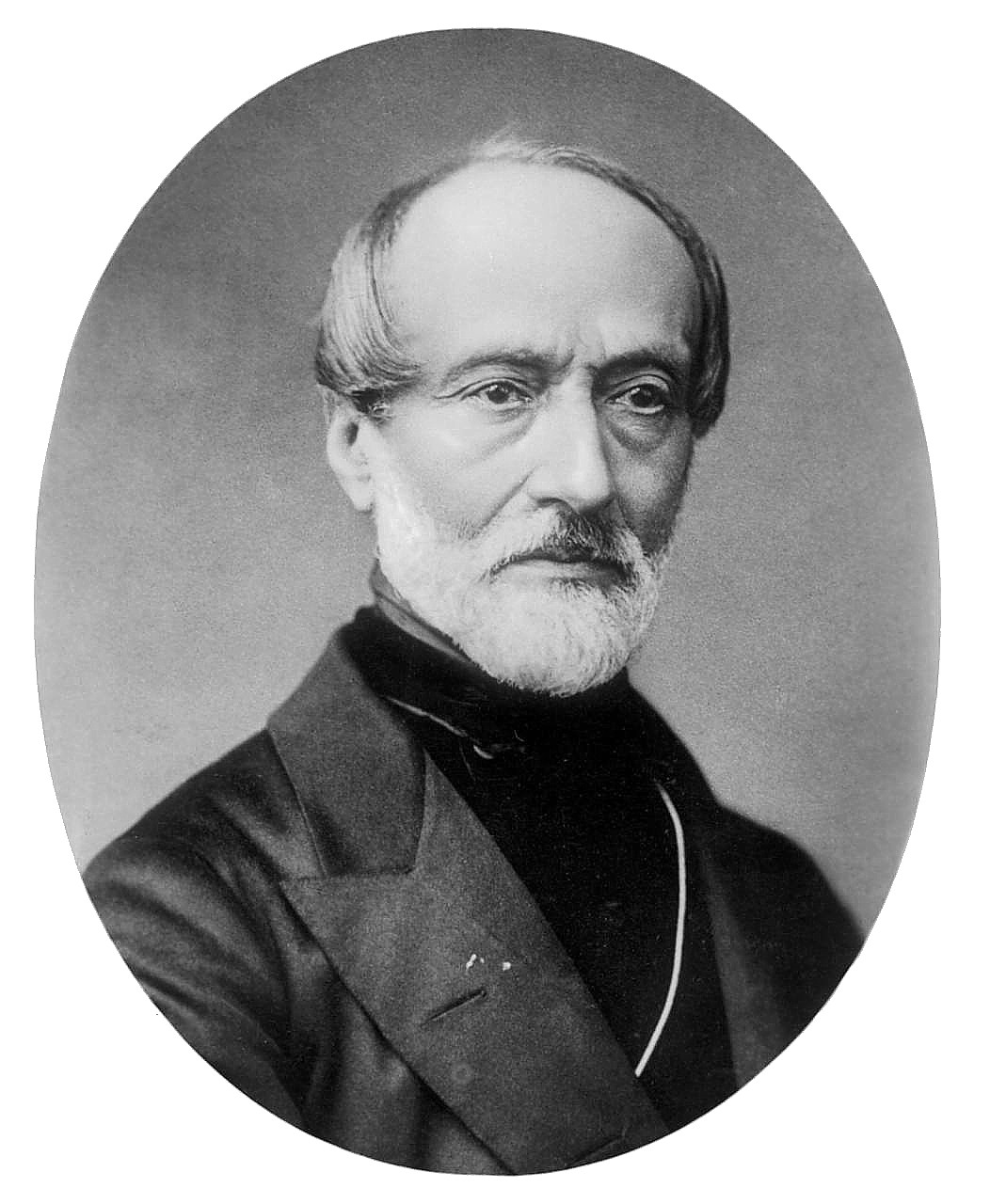
جوزيبي مازيني.

كان جوزيبي مازيني وجوزيبي غاريبالدي من بين الشخصيات الراديكالية البارزة التي شاركت في حركة التوحيد. بينما شملت الشخصيات الملكية المحافظة الكونت كافور وفيكتور ايمانويل الثاني، الذي سيصبح فيما بعد أول ملك لإيطاليا الموحدة.
تسبب نشاط مازيني في الحركات الثورية في سجنه بعد فترة قصير من انضمامه لها. وأثناء وجوده في السجن، خلص إلى إمكانية – وبالتالي وجوب – توحيد إيطاليا، ووضع برنامجه لإقامة دولة جمهورية حرة ومستقلة، تكون روما عاصمةً لها. بعد الإفراج عن مازيني في عام 1831، ذهب إلى مرسيليا حيث شكل تنظيمًا سياسيًا جديدًا دعاه لا جيوفيني ايتاليا (إيطاليا الفتية). سعى التنظيم الجديد، الذي كان شعاره «الله والشعب» إلى توحيد إيطاليا.
شارك غاريبالدي الذي ترجع أصوله إلى مدينة نيس (التي كانت جزءً من مملكة سردينيا)، في انتفاضة في بيدمونت في عام 1834، وصدر ضده حكم بالإعدام، وهرب إلى أمريكا الجنوبية. أمضى غاريبالدي أربعة عشر عامًا هناك، وشارك في العديد من الحروب، ثم عاد إلى إيطاليا في عام 1848.

## بدايات النشاط الثوري

### تمرد كاربوناري (1820-1821)
في عام 1814، بدأت كاربوناري تنظيم الأنشطة الثورية.

#### تمرد الصقليتين
في عام 1820، ثار الإسبان مطالبين بتعديلات دستورية ونجحوا في تحقيقها، الأمر الذي شجع الحركة الثورية في إيطاليا. وكما فعل الإسبان، (الذين وضعوا دستورهم عام 1812) تمرد فوج من جيش مملكة الصقليتين بقيادة غولييلمو بيبي وهو من الكاربوناري، ونجح في احتلال شبه الجزيرة الواقعة داخل حدود المملكة. وافق الملك فرديناند الأول على سن دستور جديد. على الرغم من ذلك، فشل الثوار في حشد الدعم الشعبي، وتراجعوا أمام جنود التحالف المقدس النمساوييين. ألغى فرديناند الأول الدستور، وبدأ اضطهادًا منهجيًا ضد الثوريين المعروفين. تم نفي العديد من مؤيدي الثورة في صقلية، بما في ذلك الباحث ميشيل أماري خلال العقود التالية.

#### تمرد بيدمونت
كان سانتوري دي سانتاروسا زعيمًا للحركة الثورية في بيدمونت عام 1823، والذي دعا إلى طرد النمساويين وتوحيد إيطاليا تحت حكم آل سافوي. بدأ التمرد في بيدمونت في ألساندريا، حيث اعتمدت القوات علم الجمهورية الألبية ذي الثلاث ألوان الأخضر والأبيض والأحمر (علم إيطاليا) علمًا لها. أثناء سفر الملك تشارلز فيليكس، وافق نائب الملك الأمير تشارلز ألبرت، على دستور جديد لاسترضاء الثوار، وهو ما تنصل منه الملك عند عودته، وطلب المساعدة من التحالف المقدس. هُزمت قوات دي سانتاروسا، وفر الثوار البييدمونتيون إلى باريس.

### تمرد 1830
في عام 1830، بدأت الحياة تدب من جديد في المشاعر الثورية لصالح توحيد إيطاليا، ووضعت سلسلة التمردات الأساس لإنشاء دولة واحدة على طول شبه الجزيرة الإيطالية.
كان فرانسيس الرابع دوق مودينا، نبيلاً طموحًا طمع في أن يصبح ملكًا على شمال إيطاليا، من خلال ضمه للمزيد من الأراضي. وفي عام 1826، أعلن فرانسيس أنه لن يتحرك ضد الثوار الساعين لتوحيد إيطاليا، مما شجع الثوار في المنطقة وبدأوا في تنظيم صفوفهم.
خلال ثورة يوليو 1830 في فرنسا، أجبر الثوار الملك على التنازل، وشكلوا ملكية يوليو بتشجيع من الملك الفرنسي الجديد لويس فيليب. كان لويس فيليب قد وعد الثوار مثل سيرو مينوتي بأنه سيتدخل إذا حاولت النمسا التدخل بقواتها في إيطاليا. على الرغم من ذلك، وخوفًا على عرشه، لم يتدخل لويس فيليب في انتفاضة مينوتي المزمعة. تخلى دوق مودينا عن أنصاره من الكاربوناري، وألقي القبض علي مينوتي والمتآمرين الآخرين في عام 1831. ومرة أخرى سيطر على الدوقية من جديد بمساعدة من القوات النمساوية. أعدم مينوتي، وتلاشت فكرة الثورة في مدينة مودينا.
في الوقت نفسه، نشأت حركات تمرد أخرى في الولايات البابوية في بولونيا وفورلي ورافينا وإيمولا وفيرارا وبيزارو وأوربينو. أعلنت هذه الثورات الناجحة والتي اعتمدت العلم ثلاثي الألوان بدلآً من العلم البابوي، وسرعان ما انتشرت هذه الحركات لتشمل كامل الدولة البابوية، وأعلنت الحكومات المحلية الحديثة إنشاء الأمة الإيطالية المتحدة.
شجعت تلك الثورات في مودينا والمفوضيات البابوية نشاطًا مماثلاً في دوقية بارما، حيث اعتمد العلم ثلاثي الألوان، وغادرت ماري لويز دوقة بارما المدينة خلال الاضطرابات السياسية.
خططت المقاطعات المتمردة لتشكيل اتحاد المقاطعات الإيطالية، مما دفع البابا غريغوري السادس عشر لطلب المساعدة النمساوية ضد المتمردين. حذر فون مترنيش لويس فيليب أن النمسا ليس لديها نية لترك الشؤون الإيطالية دون تدخل، وأن التدخل الفرنسي لن يكون مقبولاً. حجب لويس فيليب أي مساعدة عسكرية واعتقل الوطنيين الإيطاليين الذين يعيشون في فرنسا.
في ربيع عام 1831، بدأ الجيش النمساوي مسيره عبر شبه الجزيرة الإيطالية، وسحق المقاومة ببطء في كل مقاطعة قامت بالثورة. قمع هذا العمل العسكري أغلب الحركة الثورية الوليدة، وأسفر عن اعتقال العديد من الزعماء الراديكاليين، بما في ذلك مينوتي.

## ثورات 1848-1849

كاميلو بينسو كونت كافور

في عام 1848، بدأت الاضطرابات الثورية في 5 كانون الثاني/ يناير بالعصيان المدني في لومبارديا، حيث امتنع المواطنون عن التدخين واليانصيب، الأمر الذي قطع الإيرادات الضريبية المرتبطة بها عن النمسا. وبعد فترة قصيرة، بدأ التمرد في جزيرة صقلية ونابولي ضد الملك فرديناند، الذي تولى العرش عام 1821 وأعلن الدستور في مملكة الصقليتين، وأفرج عن السجناء السياسيين.
في شباط / فبراير 1848، قامت الثورات في توسكانا والتي كانت سلمية نسبيًا، وبعدها منح فرديناند دستورًا للتوسكانيين. تشكلت حكومة جمهورية منشقة مؤقتة في توسكانا خلال شباط / فبراير، بعد فترة قصيرة من هذا الامتياز. في 21 شباط / فبراير، سنّ البابا بيوس التاسع دستورًا للدويلات البابوية، الأمر الذي لم يكن متوقعًا ومفاجئًا على حد السواء، نظرًا للتعنت التاريخي للبابوية. في 23 شباط/ فبراير، إضطر الملك الفرنسي لويس فيليب إلى الفرار من باريس، وأعلنت الجمهورية. وبحلول ذاك الوقت الذي وقعت فيه الثورة في باريس، أعلنت ثلاث دويلات إيطالية دساتيرها أو أربعة إذا ما أخذنا في الاعتبار صقلية كدولة مستقلة.
في الوقت نفسه، ارتفعت حدة التوتر في لومبارديا، حتى ثار سكان ميلان والبندقية في ثورة 18 آذار / مارس 1848. نجح التمرد في ميلانو في طرد الحامية النمساوية بعد خمسة أيام من معارك الشوارع (18-22 آذار / مارس). ضرب الجيش النمساوي بقيادة المارشال جوزيف راديتزكي حصارًا على ميلان، ولكن بسبب صمود أهل ميلان، إضطر إلى الانسحاب. بعدها، إضطر تشارلز ألبرت ملك سردينيا (الذي تمركزت مملكته حول بيدمونت وسافوي)، إلى الوقوف بجانب البندقية وميلان بضغط من ثوار المدينتين، حيث قرر حينها أن هذه هي اللحظة المناسبة لتوحيد إيطاليا، وأعلن الحرب على النمسا. بعد بعض الانتصارات في البداية في جويتو وبيسكييرا، هُزم هزيمة ساحقة في معركة كوستوزا في 24 يوليو 1848 على يد رادتزكي. وقّع تشارلز ألبرت على الهدنة، وتفرغ رادتزكي لاستعادة السيطرة على كل لومبارديا واستعادة البندقية نفسها، حيث أعلنت جمهورية سان ماركو بقيادة دانييل مانين.

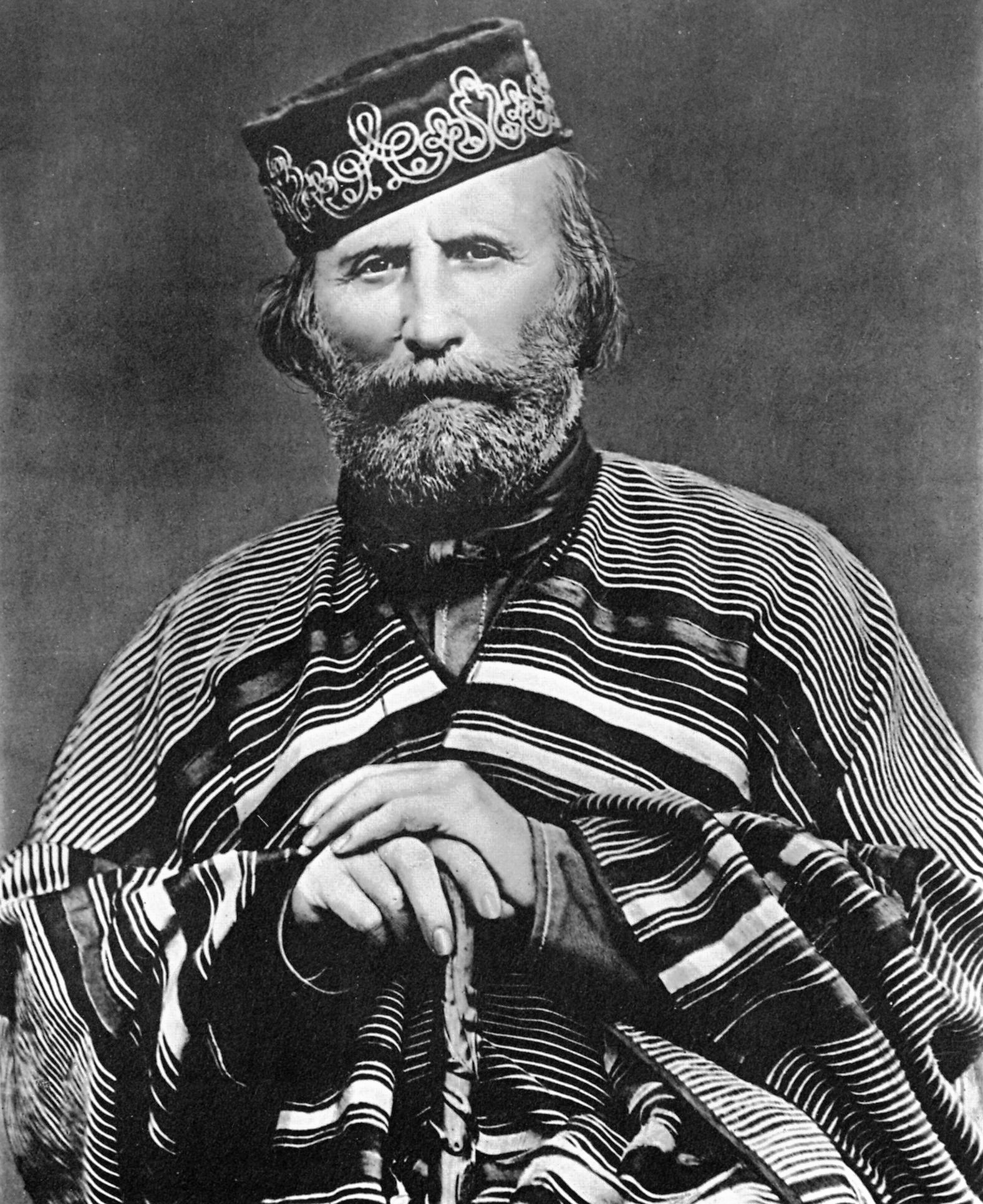
جوزيبي غاريبالدي 1866

بينما كان رادتزكي يُحكم سيطرته على لومبارديا، ضمد تشارلز ألبرت جروحه، وبدأت الأمور تأخذ منحى أكثر جدية في أجزاء أخرى من إيطاليا. دخل الملوك الذين أقروا على مضض إعلان الدساتير في آذار / مارس إلى حيز الصراع مع وزرائهم الدستوريين، مما أدى في كثير من الأحيان إلى الصدام المباشر. في البداية، كانت للجمهوريات اليد العليا، مما أضطر الملوك إلى الفرار من عواصمهم، بما في ذلك البابا بيوس التاسع.
كانت الجميع ينظر إلى البابا بيوس التاسع في البداية كمصلح، ولكن تعارضه مع الثوريين قاده إلى رفض فكرة الحكومة الدستورية. وفي نوفمبر 1848، وعقب اغتيال وزيره بيلجرينو روسي، فر بيوس التاسع من روما، وبالتالي وصل غاريبالدي وغيره من الوطنيين إلى روما. وفي أوائل عام 1849، أجريت انتخابات الجمعية التأسيسية، التي أعلنت قيام الجمهورية الرومانية في 9 فبراير. وفي 2 فبراير 1849، خلال اجتماع سياسي حاشد عُقد في مسرح أبولو، ألقى الأب أردويني، وهو كاهن شاب من الروم الكاثوليك، خطابًا أعلن فيه أن السلطة الزمنية للباباوات كانت «كذبة تاريخية ودجل سياسي وفساد ديني». في أوائل آذار / مارس 1849، وصل مازيني إلى روما، وعين رئيسًا للوزراء. في دستور الجمهورية الرومانية ، تضمن الحرية الدينية بموجب المادة السابعة، كما يضمن استقلالية البابا كرئيس للكنيسة الكاثوليكية في المادة الثامنة، في حين ألغيت عقوبة الإعدام بموجب المادة الخامسة، ومجانية التعليم العام نص عليها في المادة 8 من القسم الأول.
قبل أن تتاح الفرصة للقوى في المنطقة للرد على تأسيس الجمهورية الرومانية، أعلن تشارلز ألبرت الذي قام الجنرال البولندي المنفي كرزانوفسكي بتدريب قواته، الحرب من الجديد على النمسا. إلا أنه هُزم سريعًا في معركة نوفارا أمام قوات رادتزكي في 23 مارس 1849، هذه المرة كانت الهزيمة نهائية. تنازل تشارلز ألبرت عن العرش لصالح ابنه فيكتور ايمانويل الثاني، ووُضع حد لجميع طموحات بييدمونت لتوحيد إيطاليا أو قهر لومبارديا، في الوقت الراهن على الأقل. انتهت الحرب رسميًا بموجب معاهدة وقعت في 9 أغسطس. اندلعت ثورة شعبية في بريشا في نفس يوم الهزيمة في نوفارا، لكنها قمعت بشدة من قبل النمساويين بعد عشرة أيام.

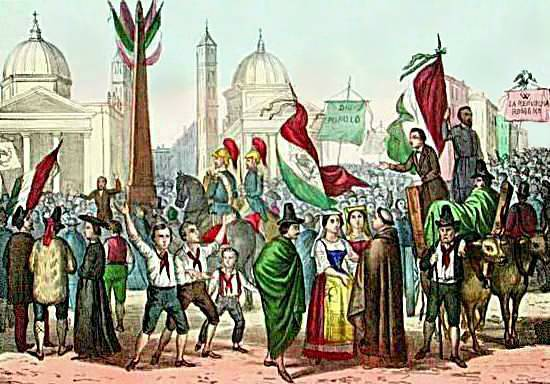
عرض لإعلان الجمهورية الرومانية في فبراير 1849 في روما

بقيت الجمهوريتان الرومانية وسان ماركو قائمتين، حتى أرسل الفرنسيون في أبريل قوة بقيادة شارل أودينو إلى روما. كان هدف الفرنسيون التوسط بين البابا ورعاياه، ولكنهم على ما يبدو أجبروا على الانضمام إلى أحد المعسكرين، فاختاروا البابا. وبعد شهرين من الحصار، استسلمت روما يوم 29 يونيو 1849، وعاد البابا. فر كل من غاريبالدي ومازيني مرة أخرى إلى المنفى، حيث عاش غاريبالدي في عام 1850 في مدينة نيويورك. في الوقت نفسه، حاصر النمساويون البندقية، التي اضطرت للاستسلام في 24 أغسطس. كانت هناك عملية شنق جماعي للمقاتلين الساعين للاستقلال في بلفيوري، في الوقت الذي كان النمساويون يتحركون لاستعادة السيطرة على وسط إيطاليا، لإعادة الأمراء الذين طردوا إلى إماراتهم وفرض سيطرتهم على المفوضيات البابوية، وهكذا سحقت الثورات تمامًا.

## إنشاء الدولة الإيطالية

### حرب 1859 وما تلاها

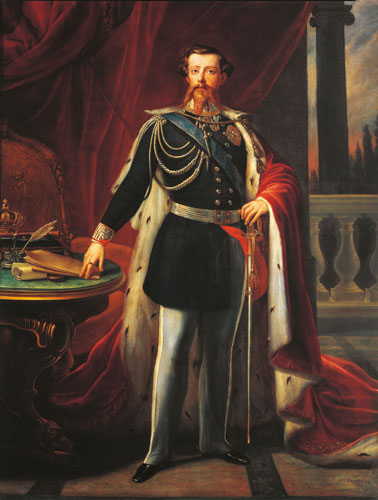
فيكتور عمانويل الثاني

على الرغم من الهزيمة الساحقة التي تعرض لها تشارلز ألبرت في محاولته لطرد النمساويين من إيطاليا، فإن البييدمونتيين لم يتخلوا تمامًا عن طموحاتهم. كاميلو دي كافور، الذي أصبح رئيسًا لمجلس الوزراء في عام 1852، كان أيضًا صاحب طموحات توسعية. رغم ذلك رأى كافور أن بيدمونت لن تكون قادرة على التوسع بمفردها. بدلاً من ذلك، أعرب عن أمله في الحصول على مساعدات من بريطانيا وفرنسا لطرد النمساويين من شبه الجزيرة الإيطالية. لكي يكسب دعم بريطانيا وفرنسا، قام كافور بدعمهم في حرب القرم التي دخلتها بيدمونت في عام 1855. فشلت تلك المحاولة حيث تم تجاهل الدور الإيطالي في مؤتمر باريس عام 1856. رغم ذلك كانت الحرب ذات فائدة عظيمة للإيطاليين، وهو أنها تركت النمسا في عزلة نتيجة محاولتها تحقيق التوازن بين طرفي النزاع.
في 14 يناير 1858، حاول فيليس أورسيني وهو من الإيطالييين القوميين، اغتيال نابليون الثالث الإمبراطور الفرنسي. ومن زنزانته، كتب أورسيني أنه لم يطلب الصفح لحياته وأنه قبل بالموت لدوره في محاولة الاغتيال الفاشلة، لكنه بدلا من ذلك استجدى نابليون الثالث تحقيق مصيره بدعم القوى القومية الإيطالية. اقتنع نابليون، الذي كان قد عضواً في الكاربوناري في شبابه، بأنه مفكر تقدمي، وانسجامًا مع تلك الفكرة، فقد أصبح على قناعة أن وجب عليه أن يفعل شيءًا لإيطاليا. وفي صيف عام 1858، اجتمع كافور بنابليون الثالث في بلومبيه، ووقّعا اتفاقًا سريًا عرف باسم ميثاق بلومييه. شمل ذاك الاتفاق على حرب مشتركة ضد النمسا، حيث تحصل بييدمونت على الأراضي النمساوية في إيطاليا (لومبارديا والبندقية)، فضلاً عن دوقيات بارما ومودينا، على أن تضم فرنسا أراضي بييدمونت في الألب (سافوي ونيس). ولاعتبارهم وسط وجنوب إيطاليا في حالة من التخلف مقارنة بالشمال، فلم يتركز الاهتمام بتلك الأراضي. كما أشيع أن ابن عم الإمبراطور الأمير نابليون سيعتلي عرش أسرة هابسبورغ في توسكانا. كان على كافور استفزاز النمساويين بغية إتاحة الفرصة للتدخل الفرنسي دون أن يبدو كمعتدين، من خلال تشجيع النشاط الثوري في لومبارديا.
في البداية، لم تجر الأمور وفق الخطة المقترحة. كان النمساويون، الجاهلين بالاتفاق السري في بلومبيه، صبورين للغاية وبشكل يثير الفضول في تعاملهم مع التمرد المدعوم من بييدمونت. بالتالي كان حشد قوات بييدمونت في مارس/ آذار من عام 1859، يعد نوعًا من القبول بالهزيمة حيث بدا أن إستراتيجية استفزاز النمساويين قد فشلت. ولكن بدون العدوان النمساوي، لا يمكن للفرنسيين التدخل، وبدون الدعم الفرنسي، لم يكن كافور ليخاطر بالحرب. في هذا الوقت، سهل النمساويون من مهمة خصومهم بإرسالهم إنذاراً لبييدمونت بإلغاء تعبئة القوات. وهنا أصبحت جاءت بييدمونت الفرصة، فرفضت هذا الإنذار، وبذلك تبدو النمسا معتدية، مما يسمح بالتدخل الفرنسي.
كانت الحرب نفسها قصيرة نوعًا ما. لم يكن التقدم النمساوي في بيدمونت بالجيد، ولم يستطيعوا تأمين ممرات جبال الألب قبل وصول الجيش الفرنسي الذي قاده نابليون الثالث شخصيًا. وفي 4 يونيو، انتصر الفرنسيون والسردينيون في معركة ماجينتا على الجيش النمساوي بقيادة الكونت غيولاي، مما أدى إلى انسحابهم من معظم لومبارديا، ودخول كل من نابليون وفيكتور عمانويل ميلان منتصرين. وفي 24 يونيو، اندلعت معركة سولفرينو ثاني المعارك بين الجيشين، والتي شهدت اشتباكًا دمويًا قاد الجانب النمساوي فيه الإمبراطور فرانز جوزيف، ورغم ضعف خبرة قواد الجانبين، إلا أن الفرنسيين انتصروا مرة أخرى. انسحب النمساويون إلى ما وراء حدود البندقية.
هناك أسباب كثيرة دعت نابليون الثالث لطلب الصلح في هذه المرحلة. كان خوفه من الحاجة إلى حملة طويلة ودموية للتغلب على البندقية، وعلى عرشه في فرنسا، ومن تدخل الولايات الألمانية، والخوف من أن تصبح بييدمونت – سردينيا قوية. كل ذلك دفع بنابليون للبحث عن وسيلة للخروج. وفي 11 تموز / يوليو، اجتمع على انفراد مع فرانز جوزيف في فيلافرانكا، دون علم حلفائه البييدمونتيين، واتفقا على الخطوط العريضة لتسوية النزاع. بموجب الاتفاق، تحتفظ النمسا بالبندقية، ولكن تتنازل عن لومباردي لصالح فرنسا، التي ستتنازل عنها على الفور لبيدمونت (لم يرغب النمساويون في التخلي عن المنطقة لبيدمونت بأنفسهم)، وعدا ذلك فإن الحدود الإيطالية لن تتغير. وفي وسط إيطاليا، حيث حدث التمرد على السلطات المحلية في أعقاب اندلاع الحرب، يعود حكام توسكانا ومودينا وبارما إلى أملاكهم، التي هربوا منها إلى النمسا، في حين تستأنف البابوية سيطرتها على مفوضياتها. ولأن نابليون لم يف بشروط اتفاقه مع بيدمونت، فإنه لن يحظى بسافوي ونيس.
غضبت سردينيا من هذه الخيانة من قبل حليفها. طالب كافور أن تستمر الحرب، واستقال عندما قرر فيكتور عمانوئيل القبول بالنتائج كونها الخيار الواقعي الوحيد. لكن اتفاق فيلافرانكا، أثبت أنه حبر على ورق حتى قبل إضفاء الطابع الرسمي عليه في معاهدة زيوريخ في نوفمبر/ تشرين الثاني. احتلت قوات بييدمونت الدويلات الإيطالية، بينما بدى أن الفرنسيين غير راغبين في الضغط عليهم للانسحاب، والسماح باستعادة النظام القديم. في حين أن النمساويين فقدوا القدرة على إجبارهم على فعل ذلك. في كانون الأول / ديسمبر، توحدت توسكانا وبارما ومودينا والمفوضيات البابوية ضمن المقاطعات المتحدة في إيطاليا الوسطى، وبتشجيع من بريطانيا سعوا للانضمام إلى مملكة سردينيا.
عاد كافور منتصرًا إلى السلطة في كانون الثاني / يناير 1860، وعبر عن رغبته في مواصلة ضم الأراضي، لكنه أدرك ضرورة حصوله على موافقة الفرنسيين. وافق نابليون الثالث على أن تواصل بييدمونت ضم الأراضي في مقابل سافوي ونيس. وفي 20 آذار / مارس 1860، شملت مملكة سردينيا معظم شمال ووسط إيطاليا.

### حملة الألف

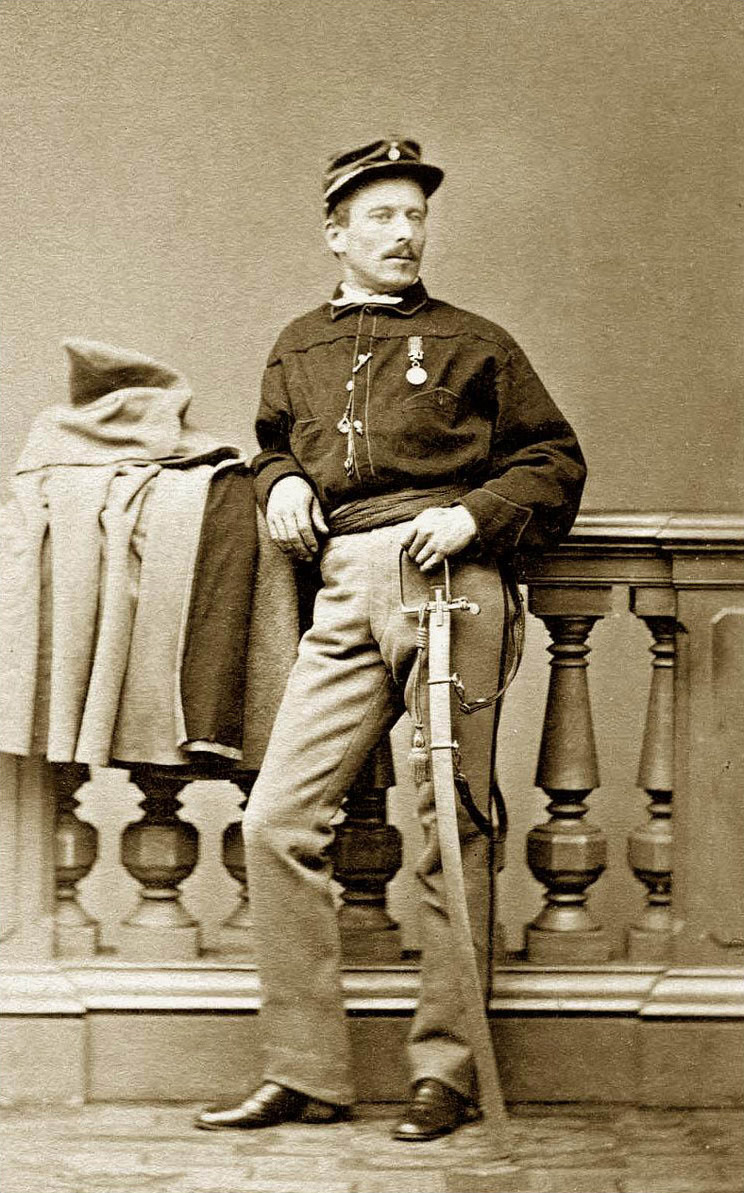
بطاقة تحمل صورة جوزيبي باربوجليو وهو من قوات غاريبالدي الألف، مرتديًا ميدالية نادرة "ميدالية الألف" الصادرة عن بلدية باليرمو عام 1865

بحلول ربيع عام 1860، لم يبق سوى أربع دول في إيطاليا: النمسا في البندقية والدولة البابوية (بعد أن فقدت المفوضيات) والمملكة الجديدة الموسعة في بيدمونت - سردينيا ومملكة الصقليتين. لم يعد هناك سبب يدعو كافور للاعتقاد بضرورة توحيد بقية إيطاليا تحت حكم بييدمونت، حيث أن هذه المناطق فقيرة اقتصاديًا، وضمها قد يحمله عبئًا ماليًا، ولكن الأحداث جرت على غير المتوقع.
امتلك فرانسيس الثاني ملك الصقليتين نجل وخليفة فرديناند الثاني («الملك بومبا» سئ السمعة)، جيشًا جيد التنظيم قوامه 150,000 رجل. لكن طغيان والده خلف العديد من الجمعيات السرية، كما أن المرتزقة السويسريين عادوا إلى بلادهم، بعد أن صدر قانون سويسري يجرم المواطنين السويسريين العاملين كمرتزقة. ترك هذا الأمر فرانسيس بقواته المحلية التي لا يمكن الاعتماد عليها في معظم الأحيان. كانت الفرصة سانحة لحركة التوحيد. وفي أبريل 1860، بدأ تمرد الانفصاليين في ميسينا وباليرمو في صقلية، اللتان أبدتا معارضة دائمة لحكم نابولي. قُمع التمرد بسهولة من قبل القوات الموالية للملك.
في غضون ذلك، شعر غاريبالدي وهو مواطن من نيس، بالاستياء الشديد من الضم الفرنسي لمدينته، وأعرب عن أمله في استخدام أنصاره لاستعادة المدينة. خشي كافور من احتمال إثارة غاريبالدي للحرب مع فرنسا، وأقنع غاريبالدي بتركيز قواته بدلا من ذلك على التمرد في صقلية. في 6 مايو 1860، سار غاريبالدي مع حوالي ألف متطوع إيطالي (حملة الألف) من كوارتو قرب جنوى. وبعد توقف في تالاموني، حط في 11 مايو قرب مارسالا على الساحل الغربي لجزيرة صقلية.
وبالقرب من سالمي، انضم إلى جيش غاريبالدي جماعات من المتمردين، وبذلك تحولت حملة الألف إلى حركة شعبية واسعة، حيث واجهت تلك القوات المشتركة جيشًا وهزمته في كالاتافيمي في 13 مايو. في غضون ثلاثة أيام، ارتفع عدد القوات الغازية إلى 4,000 رجل. وفي 14 مايو، أعلن غاريبالدي نفسه دكتاتور صقلية، تحت حكم فيكتور عمانويل. بعد الانتصار في عدة معارك ضروس، تقدم غاريبالدي إلى العاصمة الصقلية باليرمو، معلنًا عن وصوله بمنارات مستعرة النيران في الليل. وفي 27 مايو، ضربت القوة حصارًا على ميناء تيرميني في باليرمو، بينما اندلع القتال في شوارع المدينة.
باعتبار أن باليرمو في حالة تمرد، وصل الجنرال فرديناندو لانزا من نابولي إلى صقلية مع 25,000 جندي، وقصف باليرمو بشراسة حتى أصبحت أنقاضًا. وبتدخل بريطاني إعلنت الهدنة، التي أسفرت عن رحيل قوات نابولي وتسليم البلدة لغاريبالدي وجيشه الصغير. أبرز هذا النجاح الباهر ضعف الحكومة في نابولي، وزادت شهرة غاريبالدي في العديد من المدن الإيطالية باعتباره بطلاً قوميًا. انتشر الشك والبلبلة والفزع في البلاط النابولي، حيث استدعى الملك وزراءه على عجل، وعرض استعادة الدستور السابق. لكن هذه الجهود فشلت في إعادة بناء الثقة بين الشعب وحكم آل بوربون.
وبعد ستة أسابيع من استسلام باليرمو، هاجم غاريبالدي ميسينا، واستسلمت قلعتها في غضون أسبوع. وبعد أن غزا صقلية، انتقل غاريبالدي إلى البر الرئيسي عابرًا مضيق ميسينا، وفي حوزته أسطول نابولي. استسلمت حامية ريجيو كالابريا على الفور، ومع تقدمه باتجاه الشمال حيّته الجماهير في كل مكان وتلاشت المقاومة العسكرية. في 18 و21 أغسطس، أعلنت منطقتي بازيليكاتا وبوليا، وهما منطقتان من مملكة نابولي، انضمامهما لمملكة إيطاليا. في نهاية أغسطس، وصل غاريبالدي إلى كوزنسا، وبحلول 5 سبتمبر إلى إبولي قرب ساليرنو. من جهة أخرى، أعلنت نابولي في حالة الاستعداد للحصار، وفي 6 سبتمبر جمع الملك 4,000 جندي من قواته التي لا تزال مخلصة له وانسحب خلف نهر فولتورنو. في اليوم التالي، دخل غاريبالدي نابولي مع قلة من أتباعه بالقطار، ورحب به سكانها علنًا.

### هزيمة مملكة نابولي

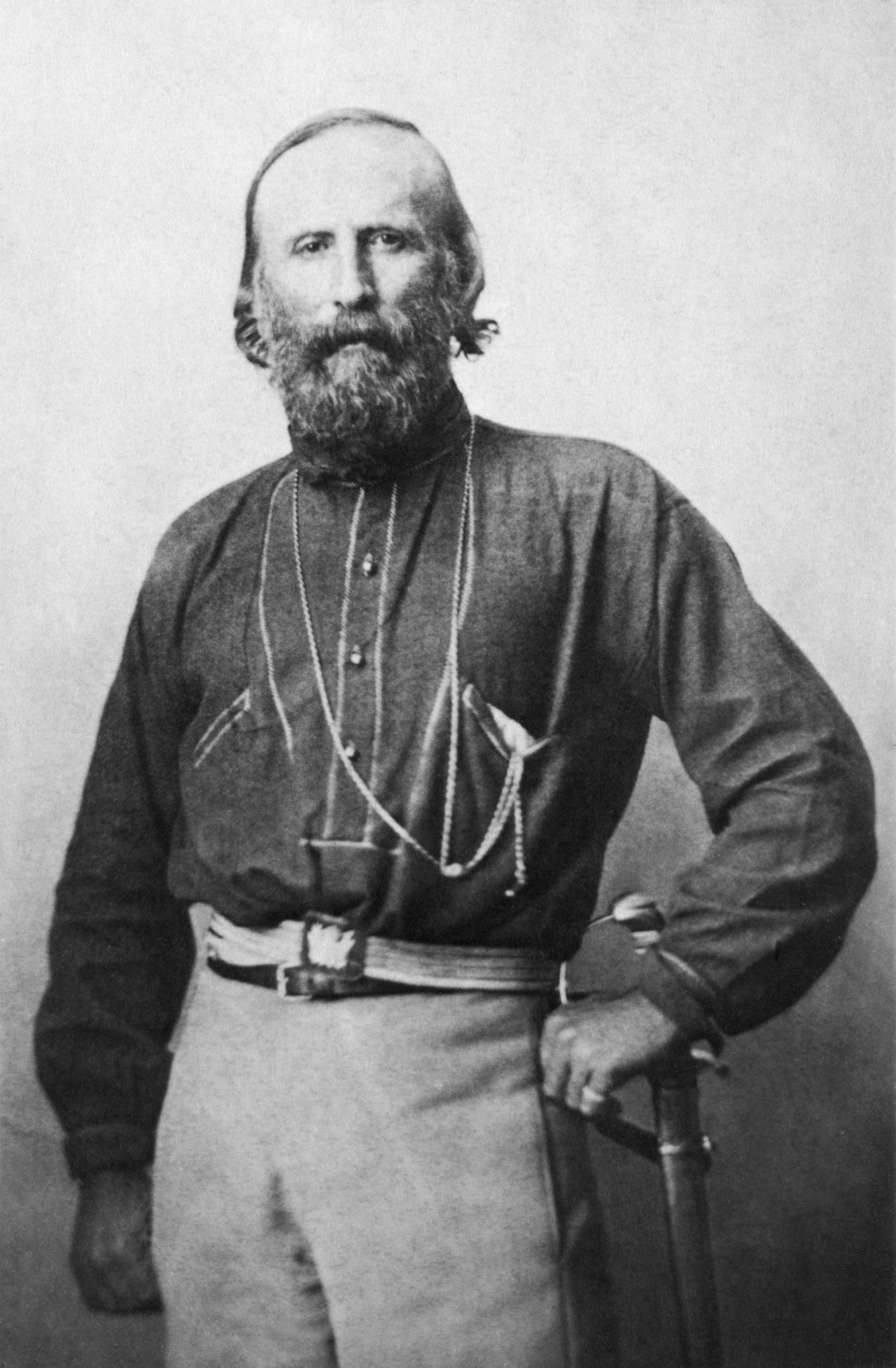
غاريبالدي في نابولي 1861

رغم سيطرة غاريبالدي بسهولة على العاصمة، فإن جيش نابولي لم ينضم إلى التمرد بشكل جماعي، بل حافظ على مواقعه على طول نهر فولتورنو. لم تستطع قوات غاريبالدي غير النظامية البالغ عددها حوالي 25,000 جندي، طرد قوات الملك أو السيطرة على حصني كابوا وجيتا دون مساعدة من جيش سردينيا.
لكن جيش سردينيا لن يصل إلا عبر الدولة البابوية، والتي تمتد عبر كامل مركز شبه الجزيرة. تجاهل غاريبالدي الإرادة السياسية للكرسي الرسولي، وأعلن عن نيته إعلان «مملكة إيطاليا» من روما، عاصمة البابا بيوس التاسع. اعتبر البابا هذا الأمر بمثابة تهديد للكنيسة الكاثوليكية، وهدد بحرمان هؤلاء الذين يساندون هذا الأمر. دفع الخوف من مهاجمة غاريبالدي لروما بالكاثوليك من جميع أنحاء العالم للتبرع بالمال والمتطوعين للجيش البابوي، الذي قاده الجنرال لويس لاموريسيير الذي كان منفيًا في فرنسا.
كانت الأمر على رأي لويس نابليون، حيث إذا سمح الإمبراطور الفرنسي لغاريبالدي بالعبور، فسينهي ذلك سيادة البابا الزمنية، ويجعل من روما عاصمة لإيطاليا. مع ذلك، يبدو أن نابليون قد رتب الأمر مع كافور للسماح لملك سردينيا بالاستيلاء على نابولي وأومبريا والمحافظات الأخرى، شريطة ترك روما و«إرث القديس بطرس» سليمًا.
تألفت القوة السردينية من فيلقين اثنين بقيادة كل من فانتي وسيالديني اللذان سارا إلى حدود الدولة البابوية مستهدفين نابولي وليس روما. تقدمت القوات البابوية بقيادة لاموريسيير ضد سيالديني، ولكنهم هزموا بسرعة وحوصروا في حصن أنكونا، واستسلموا في النهاية في 29 سبتمبر. وفي 9 أكتوبر، وصل فيكتور عمانويل الثاني لتولى القيادة، في الوقت الذي لم يعد هناك جيش بابوي ليقف في وجهه، فتابع المسير جنوبًا دون معارضة.

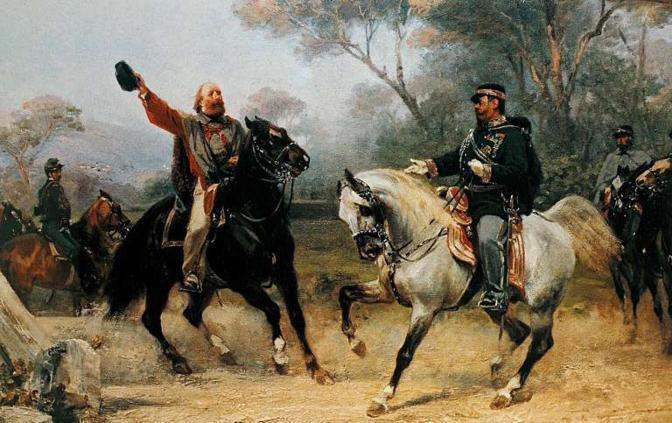
فيكتور عمانويل الثاني يلتقي غاريبالدي قرب تيانو

لم يثق غاريبالدي بكافور بسبب سياسته الواقعية، خصوصًا لدور كافور في ضم نيس لفرنسا. مع ذلك، قبل بقيادة فيكتور عمانويل. وعندما دخل الملك سيسا أورونكا على رأس جيشه، سلمه غاريبالدي عن طيب خاطر كامل سلطته الديكتاتورية. بعد حيّا غاريبالدي فيكتور ايمانويل في تيانو بلقب ملك إيطاليا، دخل نابولي إلى جانب الملك. تقاعد غاريبالدي بعدها في جزيرة كابريرا، وسلّم ما تبقى من توحيد شبه الجزيرة لفيكتور عمانويل.
دفع تقدم الجيش السرديني بفرانسيس الثاني للتخلي عن مواقعه على طول النهر، واللجوء مع قواته إلى قلعة جيتا. ارتفعت معنوياته بفضل زوجته الشابة ماري صوفي، وقاد دفاعًا عنيدًا استمر لثلاثة أشهر. إضطرت الحامية للاستسلام بعد رفض حلفائه الأوروبيون مساعدته ونفاذ المواد الغذائية والذخائر وانتشار الأمراض. مع ذلك، فإن جماعات من النابوليين المواليين لفرانسيس استمروا في القتال ضد الحكومة الإيطالية لسنوات تالية.
بسقوط حصن جيتا، بدأت حركة التوحيد تؤتي ثمارها، حيث لم يبق سوى ضم روما والبندقية. وفي 18 فبراير 1861، جمع فيكتور عمانويل نواب البرلمان الإيطالي الأول في تورينو. وفي 17 مارس 1861، أعلن البرلمان فيكتور عمانويل الثاني ملكًا على إيطاليا. وفي 27 مارس 1861، أعلنت روما عاصمة لإيطاليا، رغم أنها لم تكن حينها حتى ضمن الدولة الجديدة. وبعد ثلاثة أشهر توفي كافور، بعد أن شهد عمل حياته كاملاً تقريبًا، وعندما تم تلقينه الطقوس الأخيرة على فراش المرض، كرر كافور القول: «صنعت إيطاليا، كل شيء آمن.»

### المسألة الرومانية
لم يكن مازيني مرتاحًا لاستمرار الحكومة الملكية، واستمر في التحرك من أجل الجمهورية، رافعًا شعار «حرة من الألب إلى الأدرياتيكي». وضعت حركة التوحيد روما والبندقية نصب عينيها، رغم ذلك كان هناك عقبات. أثار تحدي سلطة البابا الزمنية غضب الكاثوليك في مختلف أنحاء العالم، كما تمركزت قوات فرنسية في روما. كان فيكتور عمانويل حذرًا من التداعيات الدولية للهجوم على الولايات البابوية، وحذر رعاياه من المشاركة في الثورات بمثل هذه النوايا.
رغم ذلك اعتقد غاريبالدي أن الحكومة ستدعمه إذا هاجم روما، ولشعوره بالإحباط لعدم تحرك الملك، نظم حملة جديدة. في يونيو 1862، أبحر من جنوى إلى باليرمو، حيث جمع المتطوعين لحملته تحت شعار «روما أو الموت». منعت حامية ميسينا الموالية للملك عبورهم إلى البر الرئيسي، مما دفع قوة غاريبالدي البالغ عددها الآن 2,000 رجل، إلى الاتجاه جنوبًا، وأبحرت من كاتانيا. أعلن غاريبالدي أنه سيدخل روما منتصرًا أو سيموت على جدرانها. نزل غاليباردي في ميليتو في 14 أغسطس، وتقدم مباشرة نحو جبال كالابريا.
لم تدعم الحكومة الإيطالية هذا الأمر على الإطلاق. أرسل سيالديني قوات من الجيش النظامي بقيادة الكولونيل بالافيتشينو ضد قوات المتطوعين. التقى الفريقان في 28 أغسطس في أسبرومونتي، أطلق أحد النظاميين رصاصة طائشة تلتها عدة طلقات، لكن غاريبالدي نهى رجاله من الرد بالنار على إخوانهم من رعايا المملكة الإيطالية. أصيب المتطوعون بعدة اصابات، ومن بينهم غاريبالدي وأسر العديدون. نقل غاريبالدي بواسطة باخرة إلى فارينيانو، حيث سجن بشرف لبعض الوقت، لكن أطلق سراحه في النهاية.
في الوقت نفسه، سعى فيكتور عمانويل لوسيلة أكثر أمنًا لضم الولايات البابوية. خاضت المملكة مفاوضات لكي تنسحب القوات الفرنسية من روما عبر معاهدة. وافق نابليون الثالث في مؤتمر سبتمبر 1864، على سحب قواته في غضون عامين. كان على البابا زيادة عدد قواته خلال تلك الفترة لتحقيق الاكتفاء الذاتي. في ديسمبر 1866، انسحبت آخر القوات الفرنسية من روما، على الرغم من الجهود التي بذلها البابا للاحتفاظ بها. وبذلك خلت إيطاليا من الوجود الأجنبي.
تم نقل مقر الحكومة في عام 1865 من تورينو، العاصمة القديمة لسردينيا، إلى فلورنسا، حيث عقد البرلمان الإيطالي الأول. أدى هذا الترتيب إلى اضطرابات في مدينة تورينو، أجبرت الملك على مغادرة المدينة على عجل إلى عاصمته الجديدة.

## حرب الاستقلال الثالثة (1866)
في الحرب البروسية النمساوية في عام 1866، تنازعت مملكتا بروسيا والنمسا على قيادة الدويلات الألمانية. انتهزت مملكة إيطاليا الفرصة لضم البندقية من الحكم النمساوي، وتحالفت مع بروسيا. حاولت النمسا إقناع الحكومة الإيطالية بقبول البندقية في مقابل عدم التدخل. مع ذلك أعلنت إيطاليا في 8 أبريل توقيع اتفاق مع بروسيا، حيث تدعم فيه الأخيرة حصول إيطاليا على البندقية. في يوم 20 يونيو، أعلنت مملكة إيطاليا الحرب على النمسا. في سياق توحيد إيطاليا، تسمى الحرب البروسية النمساوية حرب الاستقلال الثالثة، حيث الأولى عام (1848) والثانية عام (1859).
سارع فيكتور ايمانويل إلى قيادة الجيش عبر نهر مينشيو لغزو البندقية، بينما كان على غاريبالدي غزو تيرول مع فرقته صيادي الألب. انتهت الحملة بكارثة حيث واجه الجيش الإيطالي نظيره النمساوي في 24 يونيو في معركة كستوزا ومني بالهزيمة. وفي 20 يوليو، هزم الأسطول الملكي الإيطالي في معركة ليسا، حيث دمر النمساويون تمامًا السفن الإيطالية. رغم ذلك، لم تكن حظوظ إيطاليا كلها سيئة. ففي اليوم التالي، انتصر متطوعوا غاريبالدي على القوة النمساوية في معركة بيزيكا، وتحركوا نحو ترينتو.
في غضون ذلك، رأى رئيس الوزراء البروسي بسمارك أن أهدافه الخاصة في الحرب، قد تحققت. وتم توقيع الهدنة مع النمسا في 27 يوليو. ووضعت إيطاليا سلاحها رسميًا في 12 أغسطس. استدعي غاريبالدي للعودة من مسيرته الناجحة، حيث استقال مع برقية موجزة كتب فيها (السمع والطاعة).
على الرغم من الأداء الإيطالي الضعيف خلال الحرب، دفع نجاح بروسيا على الجبهة الشمالية النمسا للتنازل عن البندقية. بموجب بنود معاهدة السلام الموقعة في فيينا في 12 أكتوبر، وافق الإمبراطور فرانز جوزيف بالفعل على التنازل عن البندقية لصالح نابليون الثالث في مقابل عدم التدخل في الحرب البروسية النمساوية، وبالتالي تنازل نابليون الثالث عن البندقية لإيطاليا في 19 أكتوبر مقابل قبول إيطاليا للضم الفرنسي لكل من سافوي ونيس.
في معاهدة السلام في فيينا، كان هناك نص على أن ضم البندقية لا يصبح فعالاً إلا بعد إجراء استفتاء يومي 21-22 أكتوبر ليترك لشعب البندقية التعبير عن إرادتهم في ضمهم إلى مملكة إيطاليا. يعتقد المؤرخون أن الاستفتاء في البندقية جرى تحت الضغط العسكري،  حيث أن فقط 0.01 ٪ من الناخبين (69 من أصل أكثر من 642,000 صوت) صوت ضد الضم. تستند الكثير من حركات الاستقلال في البندقية إلى هذا الخداع في المطالبة باستقلال البندقية. أبدت القوات النمساوية بعض المقاومة للغزو الإيطالي، لكن دون تأثير يذكر. دخل فيكتور عمانويل البندقية، واحتفل بذلك في ساحة سان ماركو.

## روما

### مينتانا وفيلا غلوري
كان هدف الحزب الوطني بزعامة غاريبالدي هو ضم روما، نظرًا لكونها العاصمة التاريخية لشبه الجزيرة. حاول غاريبالدي في عام 1867 ثانيةً الاستيلاء على روما، لكن الجيش البابوي معززًا بقوة إضافية فرنسية تمكن من الانتصار على جيش المتطوعين سيئ التجهيز الذي حشده غاريبالدي في موقعة مينتانا. نتيجة لذلك مكثت الحامية الفرنسية في تشيفيتافيكيا حتى أغسطس 1870، عندما استدعيت لفرنسا عقب اندلاع الحرب الفرنسية البروسية.

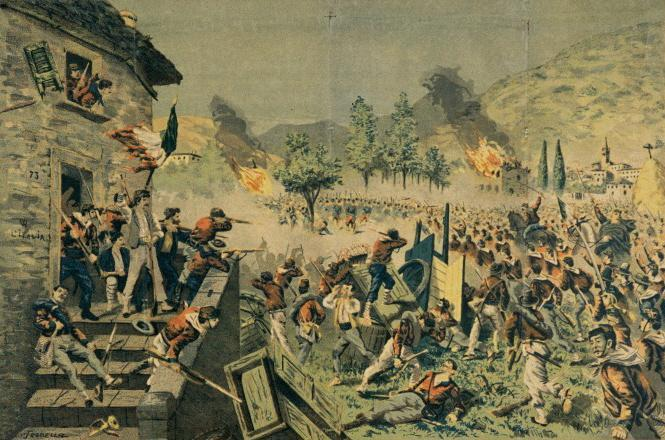
معركة مينتانا

قبل الهزيمة في مينتانا، قام إنريكو كايرولي وشقيقه جيوفاني بالإضافة إلى 70 من رفاقهم، بمحاولة جريئة للسيطرة على روما. انطلقت المجموعة من تيرني وسارت مع مجرى نهر التيبر. كانت الخطة تقتضي أن يتزامن وصولهم إلى روما مع انتفاضة داخل المدينة. في يوم 22 أكتوبر 1867، استولى الثوار داخل روما على تلة الكابيتول وساحة كولونا. لكن لسوء حظ كايرولي ومرافقيهم، وعند وصولهم إلى فيلا غلوري، على المشارف الشمالية لروما، كانت الانتفاضة قد قمعت. وخلال ليلة 22 أكتوبر 1867، حوصر المهاجمون من قبل الجيش البابوي، وأصيب جيوفاني بجروح خطيرة. بينما أصيب إنريكو بجروح قاتلة، ونزف حتى الموت بين يدي جيوفاني.
على قمة فيلا غلوري، وبالقرب من المكان الذي توفي فيه إنريكو يوجد نصب تذكاري أبيض مخصص لذكرى الإخوة كايرولي ومرافقيهم السبعين. وعلى مسافة 100 متر إلى اليسار من قمة المدرجات الأسبانية، يوجد نصب تذكاري من البرونز لجيوفاني محتضنًا أخيه إنريكو المحتضر بين ذراعيه، كما توجد لوحة تسرد أسماء زملائهم. لم يتمكن جيوفاني من تخطي جروحه، والأحداث المأساوية في عام 1867. وفقًا لشاهد عيان،  عندما توفي جيوفاني يوم 11 سبتمبر 1869:
| توحيد إيطاليا | في لحظاته الأخيرة، رأى غاريبالدي وبدا وكأنه يحييه بحماس. سمعته (وفقًا لصديق كان حاضرًا) يقول ثلاث مرات: "الاتحاد الفرنسي مع أنصار البابوية السياسية هو سبب المشكلة!"، حيث كان يفكر في مينتانا. ونادى عدة مرات باسم إنريكو، الذي قد يساعده! ثم قال: "ولكننا سنفوز حتمًا، وسنذهب إلى روما!" | توحيد إيطاليا |

### سقوط روما

خريطة إيطاليا في 1870

في يوليو 1870، اندلعت الحرب الفرنسية البروسية. وفي أوائل أغسطس، استدعى الإمبراطور الفرنسي نابليون الثالث حاميته في روما، وبالتالي رفع الحماية عن الدولة البابوية. انطلقت مظاهرات عامة واسعة النطاق تطالب الحكومة الإيطالية بضم روما. لم تتخذ الحكومة الإيطالية أي إجراء مباشر حتى انهيار الإمبراطورية الفرنسية الثانية في معركة سيدان. أرسل الملك فيكتور عمانويل الثاني الكونت غوستافو بونزا دي سان مارتينو إلى البابا بيوس التاسع مع رسالة شخصية تقدم اقتراحًا لحفظ ماء الوجه، من شأنه أن يسمح بدخول سلمي للجيش الإيطالي إلى روما، تحت ستار توفير الحماية للبابا. لم تظهر البابوية أي حماس لهذه الخطة:
| توحيد إيطاليا | كان استقبال البابا لسان مارتينو في 10 سبتمبر 1870 غير ودي. كما أفلتت بعض الثورات الغاضبة من البابا بيوس التاسع. ألقى خطاب الملك على الطاولة، وصاح: "ولاء حسن! أنتم مجموعة من الأفاعي من القبور، وترغبون بالإيمان". كان ربما يشير بذلك، لغيرها من الرسائل التي وصلته من الملك. بعدها ازداد هدوءً وهتف قائلاً: "أنا لست نبيا ولا ابن نبي، ولكني أقول لك، لن تدخل روما أبدًا!" شعر سان مارتينو بالخزي، حتى أنه عاد في اليوم التالي. | توحيد إيطاليا |

عبر الجيش الإيطالي بقيادة الجنرال رافاييل كادورنا الحدود البابوية في 11 سبتمبر، وتقدم ببطء نحو روما على أمل التفاوض والدخول السلمي. وصل الجيش الإيطالي إلى الأسوار الأوريلية في 19 سبتمبر، وضرب حصارًا على روما. وعلى الرغم من قناعته بهزيمته المحتمة، رفض بيوس التاسع الاستسلام ودفع قواته لمقاومة كانت رمزية. وبعد ثلاث ساعات من القصف المدفعي، اخترقت الجدران في بورتا بيا، ودخل البيرساغلييري روما، وساروا عبر فيا بيا، التي تغير اسمها لاحقًا لهذا السبب إلى «فيا 20 سبتمبر». قتل 49 جنديًا وأربعة من ضباط الجيش الإيطالي، بينما قتل 19 جنديًا بابويًا. تم ضم كل من روما ولاتيوم لمملكة إيطاليا بعد الاستفتاء الذي أجري في 2 أكتوبر، وقبلت نتائج هذا الاستفتاء في 9 أكتوبر.
في البداية، قدمت الحكومة الإيطالية عرضًا يسمح للبابا بالاحتفاظ بمدينة ليونين. لكن البابا رفض هذا العرض، لأن القبول به يعني ضمنيًا قبوله بشرعية حكم المملكة الإيطالية لمملكته السابقة. أعلن بيوس التاسع نفسه سجينًا في الفاتيكان، على الرغم من عدم تقييد حركته. بدلاً من ذلك، تم عزله وتجريده من الكثير من سلطاته السابقة، وأيضًا أزيل قدرًا من حمايته الشخصية، حيث أنه إذا سار في شوارع روما، قد يكون في خطر من المعارضين السياسيين الذين كانوا قد حافظوا على آرائهم سرًا خلال حكمه. لم تنتقل العاصمة رسميًا من فلورنسا إلى روما حتى يوليو 1871.
قدم المؤرخ رافاييل دي سيزاري الملاحظات التالية حول توحيد إيطاليا:
| توحيد إيطاليا | المسألة الرومانية، كانت الحجر الذي أعاق قدم نابليون والذي جره إلى الهاوية. لم ينس أبدًا حتى في أغسطس 1870 أي قبل شهر من سيدان، أنه كان حاكم بلد كاثوليكي. وأنه أصبح امبراطوراً بدعم من أصوات المحافظين، ونفوذ رجال الدين. وأن واجبه الأعلى عدم التخلي عن البابا. | توحيد إيطاليا |

| توحيد إيطاليا | لمدة عشرين عامًا، كانت لنابليون الثالث السيادة الحقيقية على روما، حيث كان له العديد من الأصدقاء والمعارف، وبدونه لم يكن للسلطة الزمنية للبابا أن تثبت وبعد تثبيتها أن تدوم. | توحيد إيطاليا |

## توحيد إيطاليا في العصر الحديث
لم يكتمل توحيد الشعب الإيطالي في دولة وطنية في القرن التاسع عشر، حيث بقي العديد من الإيطاليين خارج حدود المملكة، وهذه الحالة خلقت الحركة الوحدوية الإيطالية إيطاليا الضائعة هي حركة رأي قومية إيطالية نشأت بعد الوحدة الإيطالية. انتشرت هذه الحركة القومية بين الإيطاليين والقوميات الأخرى التي كانت لديها الرغبة في أن تصبح جزءً من إيطاليا. لم تكن حركة إيطاليا الضائعة منظمة رسمية، بل كانت مجرد حركة ترى ضرورة توسع إيطاليا لتصل إلى «حدودها الطبيعية». هذه الأفكار الوطنية والقومية كانت شائعة في أوروبا في القرن التاسع عشر.

### التعصب القومي والحربين العالميتين
خلال حقبة ما بعد التوحيد، كان بعض الإيطاليين غير راضين عن الوضع الحالي للمملكة الإيطالية حيث أرادوا أن تشمل المملكة ترييستي وايستريا وغيرها من المناطق. نجحت هذه الحركة ذات المطامع الإيطالية في الحرب العالمية الأولى بضم ترييستي وترينتو مع كل أراضي فينيتسيا جوليا وترينتينو.
أعلنت المملكة الإيطالية الحياد في بداية الحرب، وذلك لأن التحالف الرسمي الثلاثي مع ألمانيا والنمسا والمجر، كان دفاعيًا وتطلب من أعضائه التعرض للهجوم أولاً. كما حمل الكثير من الإيطاليين عداوة تاريخية للنمسا التي احتلت مناطق تقطنها العرقية الإيطالية، وبالتالي لم تكن إيطاليا ترغب في دخول الحرب. طلبت النمسا والمجر الحياد من إيطاليا، في حين أن الوفاق الثلاثي (الذي ضم بريطانيا وفرنسا وروسيا) أراد تدخلها. وفي ميثاق لندن الموقع في أبريل 1915، وافقت إيطاليا على إعلان الحرب ضد قوات دول المحور المركزي مقابل منطقة فريولي وترينتينو ودالماسيا.
كان من نتائج الحرب العالمية الأولى، حصول إيطاليا على ترييستي وغوريتسيا واستريا وزادار. وخلال الحرب العالمية الثانية، وبعد احتلال المحور ليوغوسلافيا، أنشأت إيطاليا "Governatorato di Dalmazia" (حكومة دالماتيا) (من 1941 إلى سبتمبر 1943)، وبالتالي ضمت مملكة إيطاليا مؤقتًا سبليت وكوتور وأغلب دالماسيا الساحلية. بين عامي 1942 و1943، ضمت أيضًا كورسيكا ونيس إلى المملكة مؤقتًا، موفية بذلك تمامًا المطامع الإيطالية.
كان هدف الحركة المعلن تحرير كل الأراضي الإيطالية، التي لا تزال خاضعة لحكم أجنبي بعد الوحدة الإيطالية. كانت اللغة هي المعيار الذي حددت به الحركة الجنسية الإيطالية المزعومة في البلدان، التي يفترض أنهم قد حرروها وهي ترينتينو وترييستي ودالماسيا واستريا وغوريتسيا وتيسينو ونيس وكورسيكا ومالطة. بينما عززت النمسا والمجر المصالح الكرواتية في دالماسيا واستريا، بهدف إضعاف المطالب الإيطالية في منطقة البلقان الغربي، قبل الحرب العالمية الأولى.

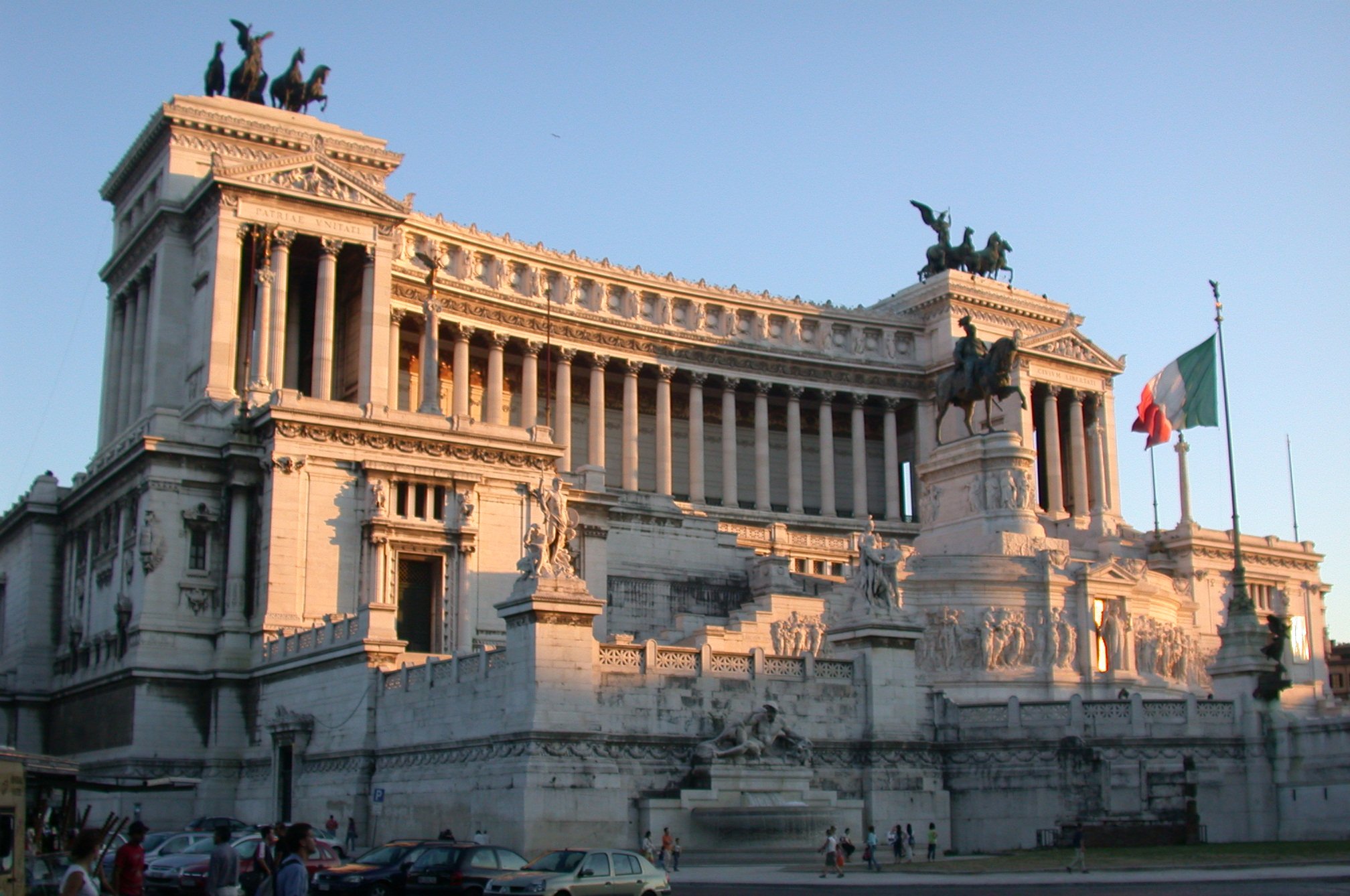
مبنى النصر في العاصمة روما، بني مباشرة بعد وفاة الملك فيكتور عمانويل تكريمًا له. اتخذ القرار ببنائه عام 1878، وحدد موقعه عام 1882 على قمة الكابيتول واختير تصميم جوزيبي ساكوني دو في عام 1884. بدأ العمل عليه عام 1885 وافتتح عام 1911 رغم وجود بعض التعديلات من الحقبة الفاشية.

### بعد الحرب العالمية الثانية
بعد الحرب العالمية الثانية، تلاشت حركة المطامع القومية من السياسة الإيطالية. ولم يبق سوى بضعة آلاف من الإيطاليين في استريا ودالماسيا، نتيجة للهزيمة في الحرب العالمية الثانية، وذبح ما يقرب من 2,000 إيطالي انتقامًا من الفظائع الفاشية. اختيار 200-250 ألف شخص الجنسية الإيطالية في ما أصبح يعرف بالهجرة الإسترية [الإنجليزية].

### حركات الانفصال
حظيت عملية التوحيد الإيطالية بشعبية حينها عمومًا بين الناس الذين يعيشون في شبه الجزيرة الإيطالية، وخاصة فيما يتعلق بإنهاء الحكم النمساوي. ومع ذلك، ظهر معارضون للوحدة في القرن التاسع عشر، وخاصةً حكام الدول التي ضمت إلى المملكة، ولا تزال النزعات المحلية بارزة حتى يومنا هذا. هناك حركتان انفصاليتان كبيرتان (بلغ مؤيدوهما في الماضي أقل من 5 % من الأصوات في الانتخابات الوطنية، وحاليًا في الانتخابات الأخيرة لعام 2008 حصدوا حوالي 10 ٪ على الصعيد الوطني و20 ٪ في الشمال) ممثلة في الأحزاب السياسية النشطة وهي: رابطة الشمال في الشمال وحركة استقلال صقلية في الجنوب. نشأت حركة الانفصال في الجنوب نتيجة لثورة الفلاحين ضد الحكومة الجديدة. بينما يمثل الحركة الأولى عدة نواب في البرلمان الوطني.

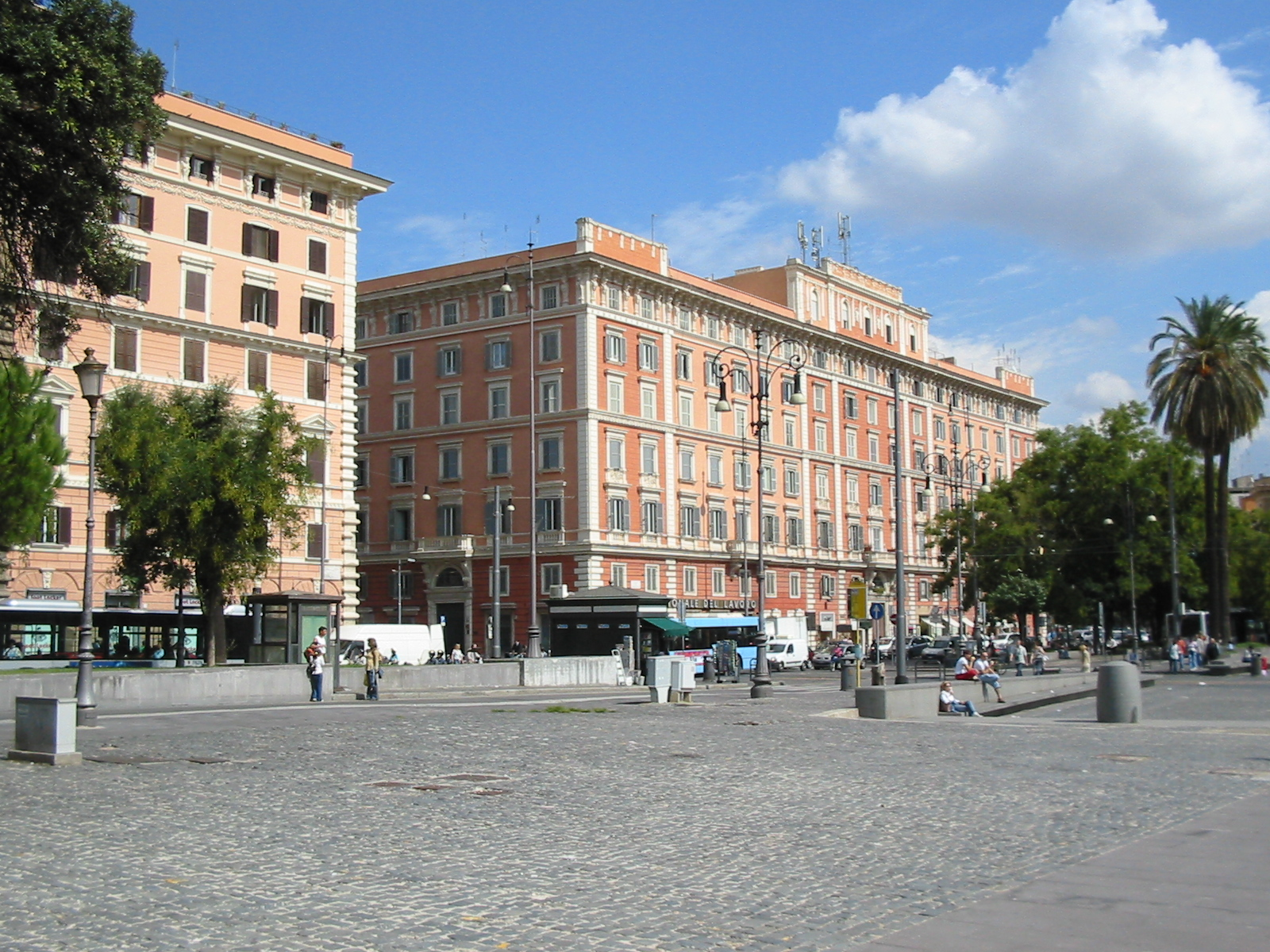
ساحة توحيد إيطاليا في روما، واحدة من العديد من الساحات والشوارع التي تحمل نفس الاسم في البلاد.

تمتلك منطقة فينيتو (تشير إلى معظم أراضي ما كان يعرف بجمهورية البندقية) شعورًا قويًا خاصًا متزايدًا نحو الحكم الذاتي أو الاستقلال. وفي الانتخابات الأخيرة، حصل ليغا نورد (حزب رابطة الشمال) على 28.4 ٪ بينما حصل حزب PDL على 29.3%. وإن كان كبار ممثلي PDL، يفضلون الحصول على الحكم الذاتي (وليس الاستقلال) ضمن إطار وحدوي إيطالي.
هناك حركة انفصالية قوية في منطقة في ألتو أديجي/ جنوب تيرول الإيطالية، يتزعمها الأغلبية الناطقة بالألمانية في المنطقة، من أجل الوحدة مع النمسا. كانت الحركة أقوى ما يمكن بعد الحرب العالمية الثانية. الأحزاب الانفصالية لا تزال موجودة، ولكن تمت تهدئتها بمنح الأقاليم حكمًا ذاتيًا واسعًا من قبل الحكومة الإيطالية.

## خرائط تبين توحيد إيطاليا

خريطة إيطاليا سنة 1000
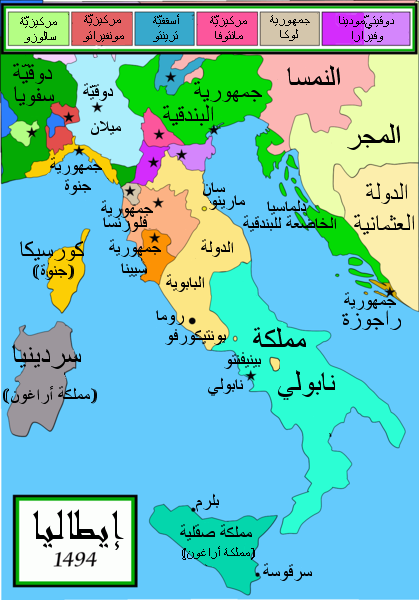
خريطة إيطاليا سنة 1494
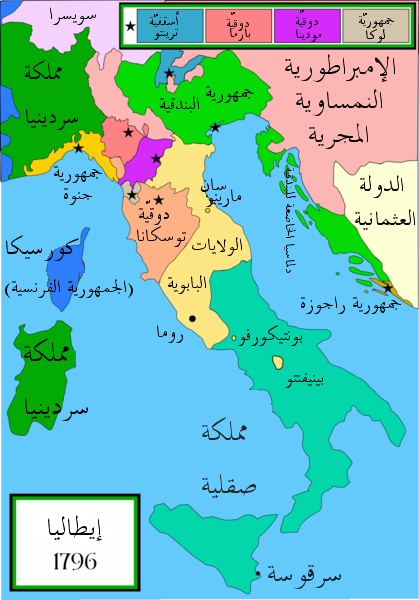
خريطة إيطاليا سنة 1796
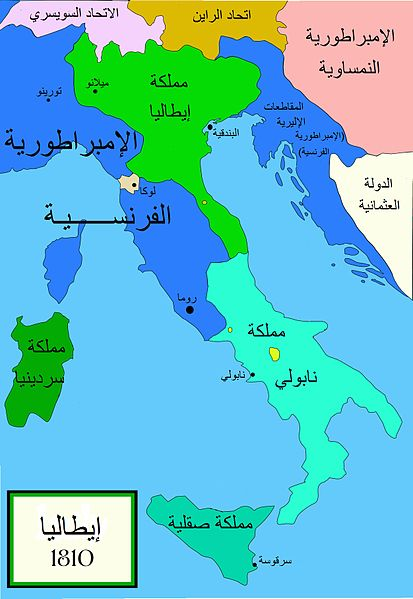
خريطة إيطاليا سنة 1810
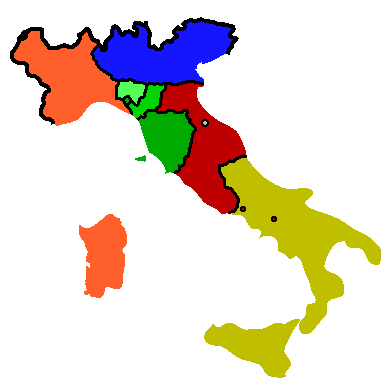
خريطة إيطاليا سنة 1859
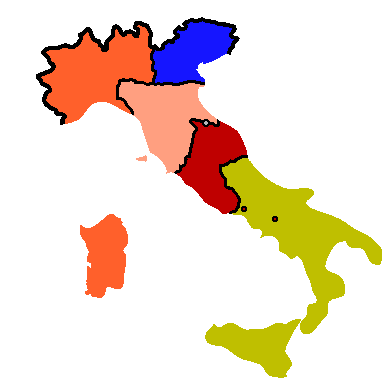
خريطة إيطاليا سنة 1860
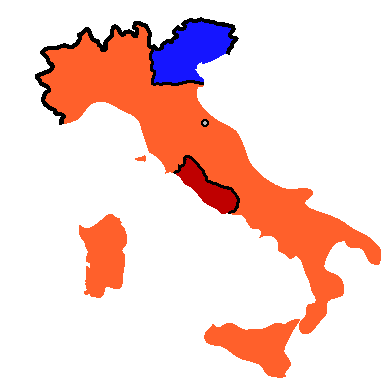
خريطة إيطاليا سنة 1861
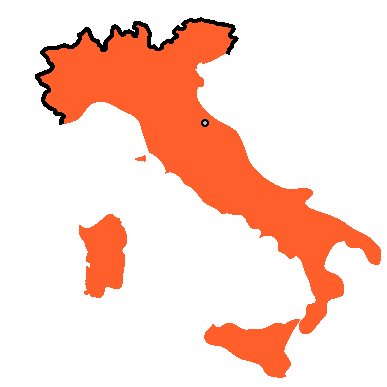
خريطة إيطاليا سنة 1870
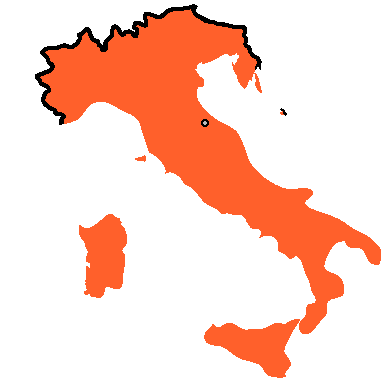
خريطة إيطاليا سنة 1919
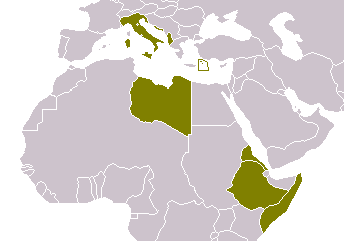
الامبراطورية الإيطالية عام 1940، لاحظ التوسع في دالماسيا.
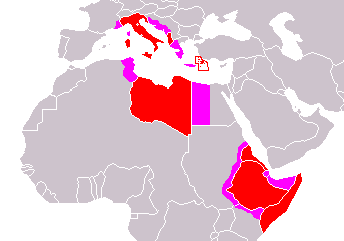
أقصى التوسع الإيطالي حوالي عام 1942، لاحظ التوسع في سافوي ودالماسيا
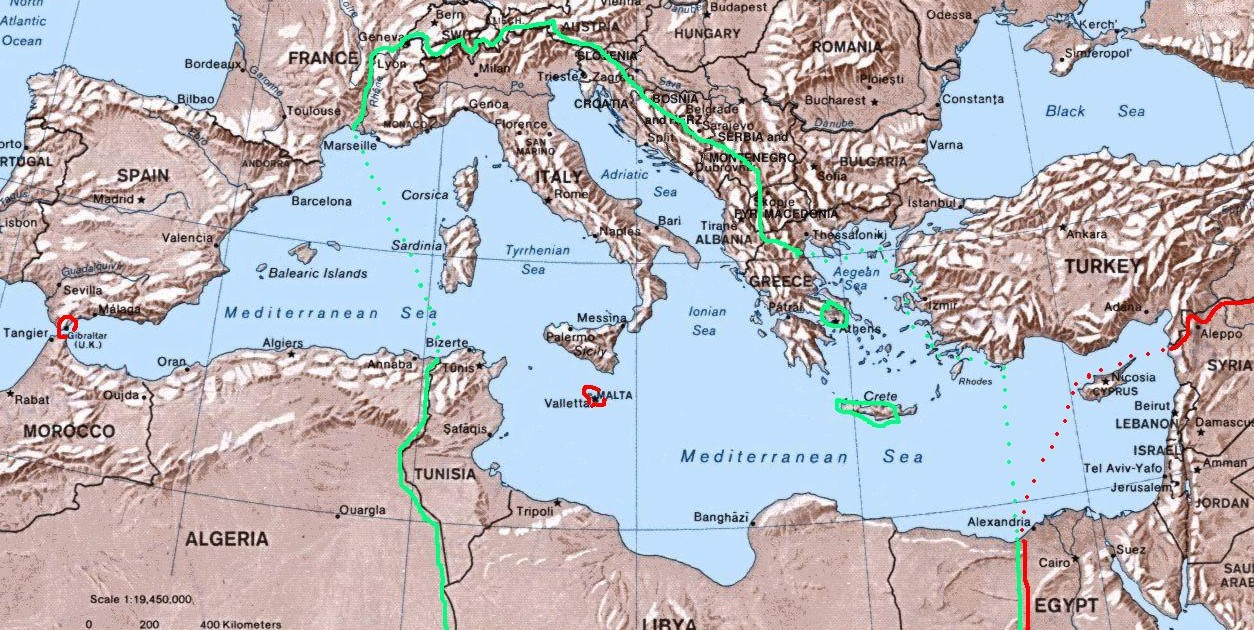
خريطة المتوسط الإيطالي في صيف عام 1942